# Ораховачко језеро
Ораховачко језеро (Ораховичко језеро, Језеро Ораховица или само Језеро) је вештачко језеро у подножју планине Папука код села Дузлука у Славонији, удаљено 1500 метара од центра града Ораховице и уједно једна од најпознатијих природних знаменитости Ораховице. Омеђено је брежуљцима и питомим листопадним шумама, а лежи у подножју Ружице града.

## Географске карактеристике
Дуго је 208 метара, ширина му варира од 48,8 до 85,2 метара, а има површину од 1,52 (или 1,7) хектара уз 65.000 кубика питке воде. Дубина му досеже чак до 9 метара на сјеверној страни. Обале му је дугачка 570 метара и у потпуности је уређена. Језеро је изграђено 1961. године градњом вјештачког насипа, а опскрбљује се планинском водом из властитог извора.

## Туристичке карактеристике
Љети је веома посјећено будући да је једино купалиште у околици. На језеру се одржавају разне манифестације, као што су Првомајски сусрети, бициклијада, Љето у Ораховици... Уз језеро су уређени простори за кампирање и роштиљање, као и спортски терени (одбојка на пијеску, фудбал).